# 山本弘一郎
山本 弘一郎（やまもと こういちろう）は、日本の国家公務員。広島県出身。2010年に内閣府行政刷新会議が主催した政策グランプリにおいて最優秀賞を受賞した。受賞当時、国土交通省鉄道局係長。

## 来歴・人物
修道高校卒業後、東北大学に進学。東北大学では水町勇一郎のゼミに所属。卒業後、しばらく工事現場等でフリーターとして生活を送っていた。
- アメリカの、テロに対する軍事報復について、日本は同盟国であるから「全く協力しないわけにはいかない」が、憲法や財政も考慮に入れ限定的であるべきと述べた。そして、その協力の度合いはアメリカにいくつかの条件を出した上で決定するのが良い、と提案した。条件の例として、①世界が抱える諸問題、特に貧困や環境問題の解決に熱心に取り組むこと②在日米軍の縮小、特に沖縄での騒音や犯罪の抑制③核実験の停止と核兵器の削減、の三条件を挙げている。もしこれらにアメリカが全面拒否するならば「静観するのが賢明な判断」とした[2]。
- 議会政治のあり方について、「理性と知性にもとづいた議論により成り立つべき」であり、「指導者が感情だけで独走すべきではない」ことを説いた。また、国家公務員は国家全体の奉仕者であることから、政治家が個人の使用人の如く扱うべきではないと主張した[3]。
- 足利銀行の一時国有化に反対し、1兆円を超す公的資金の投入に疑問を呈した。当時の栃木県知事福田昭夫の「あと１年半で自力再建できた」という言葉を引用し、必要性の検証を求めた。また、小泉純一郎首相が民主党の高速道路無料化案について「利用しない人にも負担を求めるのはおかしい」と述べた言葉を引用し、足利銀行を利用しない多くの納税者に負担させる矛盾を指摘した。国民の合意や財政を無視して多額の税金を投入する「悪習」の変革を主張した[4]。
- 新宿・渋谷エリートバラバラ殺人事件に大きな衝撃を受け、ドイツの社会心理学者エーリヒ・フロムの「愛することは技術である」という言葉を引用しながら、昔の人が親同士の決めた結婚でありながら多くは円満であったのは、「愛する技術」を後天的に身につけたからであり、今の人が当人同士の意思に基づき結婚しても悲惨な結末を迎える場合があるのは、そういった技術を身につけていないからではないか、と考察した[5]。
- 国会議員の相次ぐ事務所費問題や光熱水費問題等の不明朗な会計について「日本政治史に残るような汚点」と厳しく批判し、政治家は襟を正し政治への信頼回復に全力を尽くすべき、と述べた[6]。
- 台湾において東日本大震災後の東北地方や関東地方の安全性と観光のPRをしている様子が現地のメディアで報じられた[7][8][9]。

## 政策グランプリ
政策グランプリにおいて最優秀賞を受賞したのは、「自動車登録手続きの簡略化」についての提案によってであるが、かねてより自動車の登録手続きについて「面倒だと思って」おり、そのことが簡略化のための提案につながったという。「国民の負担を減らしたい」という動機から、グランプリにはヨーロッパの離島振興策をモデルにした減税を伴う離島振興案を含む７件を応募している。
最優秀賞の賞状は枝野幸男内閣府特命担当大臣（行政刷新担当）から手渡され、並んで記念撮影を行った。
「省益よりも国益を優先」が持論だが、「席がなくなっているかもしれない」と苦笑した。それに対し枝野は「いじめられたら私に言ってほしい」と応じた。一部のマスコミは国土交通省の反発を予想し、「帰ったら袋だたき？」と報じた。その後、同僚達による祝福パーティーが催されており、席もなくなっておらず周囲から受け入れられている。
2010年9月3日、蓮舫内閣府特命担当大臣（行政刷新担当）は山本の提案に基づき、前原誠司国土交通大臣に「自動車登録手続きの簡略化」の検討を申し入れ、了承された。その際、省内の批判を恐れずに改善案を提出した上に最優秀賞を獲得した山本について前原大臣は「でかした、という心境」と述べた。
蓮舫からは「国交省の山本さん」と呼ばれている。また、前原・蓮舫・山本が国土交通大臣室で政策グランプリについてマスコミからの質問を受け付けたが、一つも質問がなかったことが蓮舫のTwitterで明らかになっている。
国土交通省の検討結果によれば、年間300万件の出頭義務が緩和され、年間200万件の必要書類が簡略化されるという。